# Rudolf Fürstl von Teichek
Rudolf Fürstl von Teichek, též Rudolf Fürstl von Teicheck (26. března 1847 Jindřichovice – 13. června 1908 Jindřichovice), byl rakouský šlechtic a politik z Čech, na přelomu 19. a 20. století poslanec Říšské rady.

## Biografie
Pocházel z rodu, který se již o několik generací dříve přestěhoval ze Švýcarska (původní jméno Fürstli) do Rakouska. Jeho otec Rudolf Fürstl von Teichek starší (roku 1873 povýšen do šlechtického stavu, zemřel roku 1877) byl rovněž politikem.
Působil jako velkostatkář v Jindřichovicích. Od roku 1877 se zaměřoval na chov kaprů. Od roku 1907 byl členem organizace Verein für Geschichte der Deutschen in Böhmen, byl také intendantem českého zemského divadla.
Angažoval se i politicky. Dlouhodobě zasedal v klatovském okresním zastupitelstvu. Ve volbách v roce 1878 byl zvolen na Český zemský sněm za kurii velkostatkářskou. Na sněmu vystřídal svého zesnulého otce, který tu zasedal do roku 1877 a který byl členem zemského výboru. Po volbách roku 1878 se uvádí jako ústavověrný velkostatkář, tedy člen Strany ústavověrného velkostatku, jež se profilovala centralisticky a provídeňsky a odmítala české státní právo.
Byl i poslancem Říšské rady (celostátního parlamentu Předlitavska), kam usedl ve volbách roku 1891 za kurii velkostatkářskou v Čechách. Mandát obhájil ve volbách roku 1897 a volbách roku 1901. Ve volebním období 1891–1897 se uvádí jako Rudolf Fürstl von Teicheck, statkář, bytem Jindřichovice (Jindřichowitz).
Na Říšské radě je roku 1891 uváděn coby člen klubu Sjednocené německé levice, do kterého se spojilo několik ústavověrných proudů. Po volbách roku 1897 je řazen mezi ústavověrné velkostatkáře. Ke stejné parlamentní frakci patřil i po volbách roku 1901.
Zemřel náhle v červnu 1908. Poslední rozloučení se konalo v Jindřichovicích. Tělo pak mělo být převezeno k pohřbu na Olšanských hřbitovech v Praze.